# Itasy (jezero)
Jezero Itasy je jezero v Centralnem višavju na Madagaskarju. Je v regiji Itasy in v občinah Ampefy, Soavinandriana, Manazary in Analavory.
Jezero Itasy ima površino 3500 hektarjev. Je četrto največje jezero na Madagaskarju, za jezeri Alaotra, Kinkony in Ihotry.
Jezero ima povprečno globino 4 metre, v globino pa sega do 10 metrov. Raven vode se sezonsko spreminja. V južnem in vzhodnem delu jezera so močvirna območja.
Jezero Itasy leži v vulkanskem masivu Itasy. Ognjeniška dejavnost v regiji je relativno nova in jezero je nastalo, ko so tokovi lave blokirali reko in za njo oblikovali jezero. Pokrajina okoli jezera je prekrita s strombolskimi stožci skorije in trahitnimi kupolami. Vulkanska pokrajina okoli jezera ima veliko manjših jezer (maarjev) in šotnih barij.
Reki Andranomena in Mariandrano se izlivata v jezero z vzhoda. Reka Lily je iztok jezera, ki teče proti zahodu iz severozahodnega vogala jezera. Lily je pritok reke Sakay, ki je pritok reke Tsiribihina. Tsiribihina teče proti zahodu in se izliva v Mozambiški preliv.

## Rastlinstvo in živalstvo
Ob obronkih jezera je trstičevje, sestavljeno predvsem iz vrst navadni trst Phragmites in ostrice Cyperus, ki zraste do dva metra visoko. Obstajajo tudi plavajoče preproge tujerodne vodne hijacinte Eichhornia.
V jezeru so opazili 44 vrst ptic, vključno z desetimi endemičnimi vrstami Madagaskarja. Med avtohtonimi pticami so mellerjeva raca (Anas melleri), madagaskarski ponirek (Tachybaptus pelzelnii), madagaskarski puhasti rep (Sarothrura insularis), madagaskarska ribniška čaplja (Ardeola idae), madagaskarski smrk (Gallinago macrodactyla) in madagaskarski lunj (Circus macrosceles). Jezero je označeno kot pomembno območje za ptice.
Okolje jezera in njegovih pritokov je bilo spremenjeno zaradi onesnaženja, erozije in zamuljenja, uničevanja habitatov in vnosa eksotičnih vrst. Domorodna riba Ptychochromoides itasy, nazadnje opažena v jezeru v 1970-ih, je veljala za izumrlo, dokler niso odkrili populacije v reki Sakay.

## Turizem
Jezero Itasy je zelo priljubljena izletniška točka prebivalcev Antananariva.